# Пиљци
Пиљци или игра пиљака је древна дечја игра. Играју је два или више играча (обично пет или шест). Једини реквизити који су потребни у овој игри су пиљци, а као пиљци могу послужити најчешће каменчићи, али и ораси, коштице брескве или било какви округласти предмети сличне величине.
Суштина игре је у томе да се пет пиљака, вештином жонглера, баце у ваздух, а затим ухвате, један по један или сви заједно.

## Историја
Постоје списи који казују да се ова игра играла у древној Азији, Старој Грчкој и Античком Риму, где се звала Aliossi. Верује се да се играла током опсаде Троје 1184. године пре нове ере.
Осим каменчића и коштица, понегде су се за ову игру користиле и кости глежња или колена оваца или коза. Кости дивљачи, коришћене за ову игру, пронађене су на археолошким налазиштима у пећинама у околини Кијева (Украјина), а слике игре приказане су и на старогрчким вазама.
Игру пиљака играју деца широм света — у Европи, Азији, Северној и Јужној Америци, Африци... У неким земљама током игре изговарају се и разне бројалице. У разним земљама она данас има различите верзије. У Сједињеним америчким државама и Канади игра се са 6-12 (или више) шестерокраких металних или пластичних пиљака и мале лоптице. У деловима централне Европе деца користе шест семенки. У Египту користе не више од 10 семенки кајсије за сваког играча. У Израелу се ова игра традиционално играла са пет костију. У Јапану и Кини слична игра се игра помоћу платнених врећица напуњених пиринчем, песком или пасуљем.
Пиљци су се играли на простору читаве бивше СФРЈ. У Хрватској се користио и назив Игра шкуљака, На питоњке или шкуљци,, а у Боки петкаши. Данас се игра ретко, па је забележено да се у Новом Саду изгубила из игровне праксе деце.

## Правила игре
У игри учествује најмање два играча. Може се играти „чисто” и „прљаво”. „Чисто” се игра бацањем и хватањем пиљка само једном руком, а „прљаво” додавањем или прикупљањем другом.
Игра почињете бацањем пет каменчића (коштица, костију) на равну површину. Затим узмеш један, баци се у ваздух, и док је тај камен у ваздуху, потребно је истом руком дохватити други са земље, а затим ухватити бачени камен, који не сме да падне на земљу. Затим се пиљак поново баца, држећи други у руци и са земље хвата трећи и тако док се не сакупе сви каменчиће. Игра се наставља тако што задаци постају све сложенији.
У следећем кругу играју се „двојке”. један пиљак се баца увис, са земље се узимају два пиљка и хвата бачени пиљак да не падне. Иста радња се понавља и за два преостала пиљка. После се игра „три плус један”. Прво се сакупе 3 пиљка, а у другом бацању један. У четвртом кругу се сва четири пиљка покупе са земље и ухвати бачени пиљак. 
Да би се знало да ли играч добро урадио задатак, потврђује се ударцем стиснуте шаке о земљу. Ако неко погреши у хватању, други играч наставља игру, са места где је погрешио.
На крају се играју „капије”. Оне могу бити разноврсне. Капија може бити раширена шака, где четири пиљка треба сместити измењу прстију, истовремено бацајући и хватајући пети. Такође може бити направљена од палца и средњег прста друге руке, где кроз ту „капију” треба пробацити четири пиљка са земље док је пети у ваздуху. Најтежа игра је капија направљена од палца, кажипрста и малог прста. Када се испуне сви ови задаци, иста игра се понавља жмурећи.

## Корист за развој и социјализацију деце
Игра пиљака захтева пажњу и вештину, заједно са брзином и координацијом покрета. Помаже у побољшању вида, памћења, концентрације и прецизности. Добра је за увежбавање координације руку и ока.
- Приказ жена које играју пиљке на грчкој вази (око 350. п.н.е.)
- Цртеж на коме су женски ликови који играју пиљке (Археолошки музеј у Напуљу)
- Фреска Медеја из Помпеје (1. век)
- Жан Батист Симеон Шарден: Пиљци (око 1734)
- Владимир Егорович Маковски: Игра пиљака (1870)
- Џон Вилијам Годвард: Античка прошлост (1916)